# غرو (غهرة)
غرو (بالفارسية: گرو) هي قرية تقع في إيران في قسم غهرة الريفي. يقدر عدد سكانها بـ 19 نسمة بحسب إحصاء 2016.